# Маркевич Марина Анатоліївна
Марина Анатоліївна Маркевич (нар. 12 серпня 1986, Солігорськ, Мінська область) — білоруська борчиня вільного стилю, срібна призерка чемпіонату світу. Майстер спорту Білорусі міжнародного класу з вільної боротьби.
Боротьбою займається з 1998 року. В спортивний зал привела сестра, коли Марина навчалась у шостому класі. Перший тренер Олександр Микулич. Була чемпіонкою Європи серед кадетів (2003) та юніорів (2006), бронзовою призеркою чемпіонатів світу серед юніорів (2005, 2006). Дружить з Василісою Марзалюк.

## Виступи на Чемпіонатах світу
| Змагання                        | Збірна   | Вагова категорія | Місце  |
| ------------------------------- | -------- | ---------------- | ------ |
| Чемпіонат світу з боротьби 2005 | Білорусь | 48 кг            | 11     |
| Чемпіонат світу з боротьби 2006 | Білорусь | 48 кг            | 5      |
| Чемпіонат світу з боротьби 2008 | Білорусь | 51 кг            | Срібло |

## Виступи на Чемпіонатах Європи
| Змагання                         | Збірна   | Вагова категорія | Місце |
| -------------------------------- | -------- | ---------------- | ----- |
| Чемпіонат Європи з боротьби 2004 | Білорусь | 48 кг            | 5     |
| Чемпіонат Європи з боротьби 2005 | Білорусь | 48 кг            | 7     |
| Чемпіонат Європи з боротьби 2006 | Білорусь | 48 кг            | 5     |

## Виступи на Кубках світу
| Змагання                    | Збірна   | Вагова категорія | Місце |
| --------------------------- | -------- | ---------------- | ----- |
| Кубок світу з боротьби 2007 | Білорусь | 48 кг            | 5     |

## Виступи на інших змаганнях
| Змагання                                 | Збірна   | Вагова категорія | Місце  |
| ---------------------------------------- | -------- | ---------------- | ------ |
| Олімпійський кваліфікаційний турнір 2004 | Білорусь | 48 кг            | 17     |
| Олімпійський кваліфікаційний турнір 2008 | Білорусь | 48 кг            | 11     |
| Золотий Гран-прі з боротьби 2006         | Білорусь | 48 кг            | Бронза |
| Гран-прі Німеччини з боротьби 2005       | Білорусь | 51 кг            | Срібло |
| Гран-прі Німеччини з боротьби 2006       | Білорусь | 51 кг            | Бронза |
| Гран-прі Німеччини з боротьби 2007       | Білорусь | 51 кг            | Срібло |
| Klippan Lady Open 2006                   | Білорусь | 48 кг            | 5      |
| Austrian Ladies Open 2006                | Білорусь | 51 кг            | Срібло |
| Austrian Ladies Open 2007                | Білорусь | 51 кг            | Бронза |